# محمد سعيد أمقران
محمد سعيد أمقران هو لاعب كرة قدم جزائري في مركز الهجوم، ولد في 25 يناير 1957 في مدينة الجزائر في الجزائر. لعب مع نصر حسين داي.

## وصلات خارجية
- محمد سعيد أمقران على موقع قاعدة بيانات كرة القدم.إي يو (الإنجليزية)
- محمد سعيد أمقران على موقع ناشيونال فوتبول تيمز (الإنجليزية)